# Konstatovací hodiny

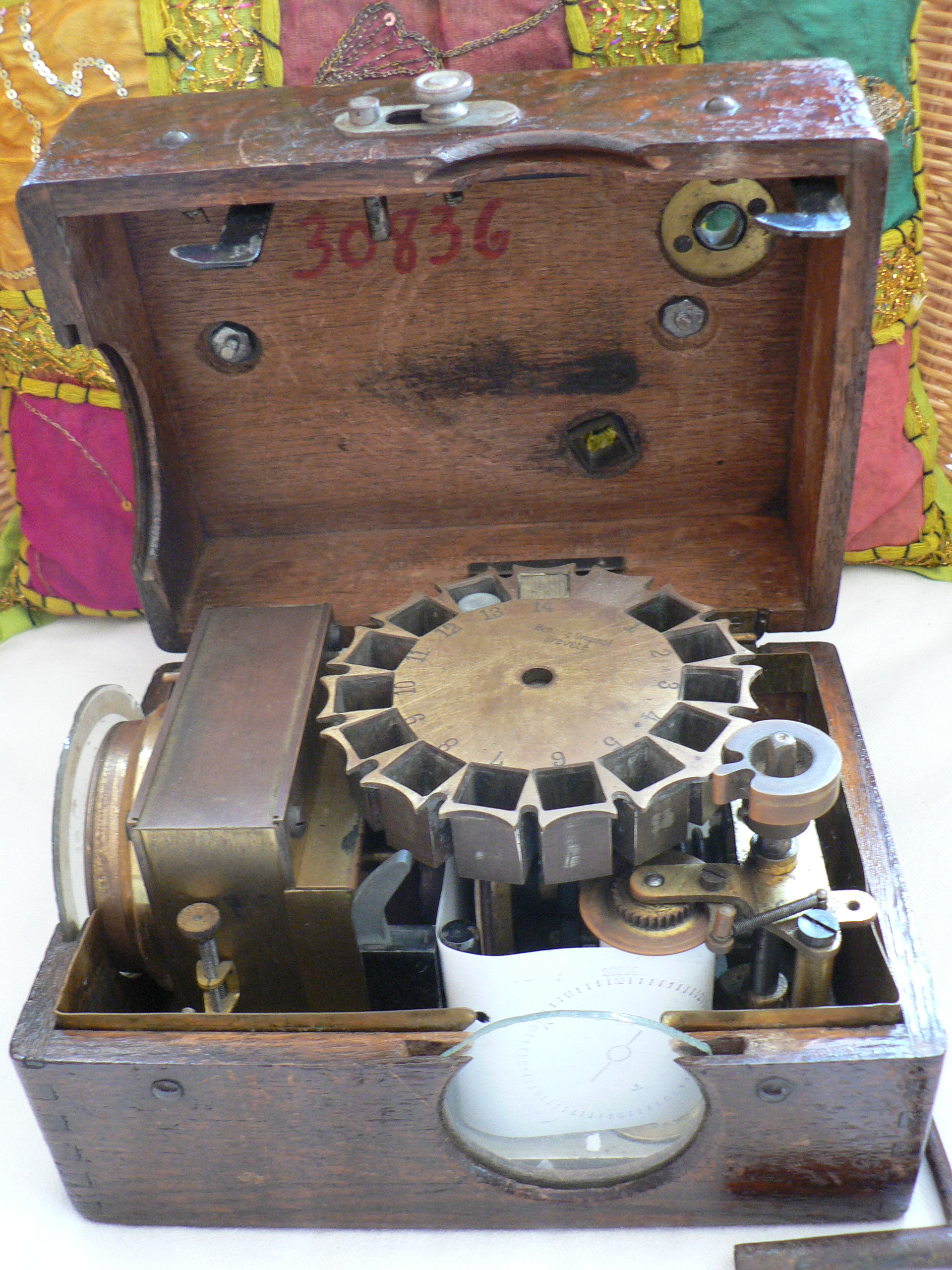
Konstatovací hodiny

Konstatovací hodiny, též holubářské hodiny slouží při závodech poštovních holubů k zaznamenání přesného času příletu holuba do domovského holubníku. Před závodem se hodiny holubáři zaplombují, aby nemohlo dojít k neoprávněné manipulaci. Holubi jsou odvezeni na místo startu, kde jsou v určitou hodinu hromadně vypuštěni. Při doletu do domovského holubníku sejme holubář holubovi závodní kroužek a vloží ho do konstatovacích hodin, kde se číslo kroužku spolu s přesným časem příletu vytiskne v hodinách na papírovou pásku. Podle času příletu holuba se vypočítá jeho průměrná rychlost a z toho je obodován pro výsledné pořadí v závodu.
Pro snížení stresu holuba při odchycení a sundávání závodního kroužku se nověji používají holubářské hodiny, které automaticky zaznamenají čas příletu holuba s čipem.